# ドナルドのモダン・タイムズ
『ドナルドのモダン・タイムズ』（原題：The Clock Watcher）または『ドナルドのモダンタイムス』は、ウォルト・ディズニー・プロダクション（現：ウォルト・ディズニー・カンパニー）が製作した1945年1月26日公開のアニメーション短編映画作品。

ドナルドダック・シリーズの第55作である。

## あらすじ
ドナルドはデパートの商品を包んで配送する係であるが、真面目な社員とは言えず商品をおざなりに扱うのであった。そんな時とある箱の梱包を頼まれたが、その箱はびっくり箱で、この梱包がどうやってもうまく出来ず床に固定するが、びっくり箱は自身の箱ごと床を突き破ってしまう。ドナルドは慌てて箱を抜いた瞬間、箱に入ってしまい、出てきたときにはピエロ姿となってしまう(びっくり箱は逆に水兵姿になった。)。帰宅時間になった午後5時、ドナルドは帰宅しようとするがデパートのオーナーから1人で残業しろと言われた為、遂にドナルドはキレてしまい、オーナーをボコボコにし、遂にはクビになってしまう。

## 登場人物
ドナルド・ダック
主人公でデパートで梱包と配送員をしている。まともに仕事をしなかった為、残業をさせられるが怒ってオーナーをボコボコにした事でクビになる。
オーナー
ドナルドの上司にあたる人物。スピーカーを通してドナルドに仕事を命じている。終盤、残業をドナルドにやらせようとしたら怒ったドナルドにボコボコにされた。最後まで姿を見せなかった。
びっくり箱
速達に出された玩具。ピエロ姿の男で常に歯を見せてニヤニヤと微笑んでいるうえ、禿頭で顎が大きい。自我があるのかドナルドに蓋を閉められても出てくるうえ、睨んできたり目を開閉したりもする。胴体が異様に長く、階段程の長さになることも。終盤、ドナルドによって床に打ちつけられたが、自分の箱ごと床を突き破ってしまう。ドナルドに引っこ抜かれた瞬間、ドナルドごと箱に戻る 。数秒程、ドナルドと箱の中でもみくちゃになり、出てきた時にはドナルドの帽子と服を取って水兵姿のびっくり箱に変貌した(ドナルドはびっくり箱の帽子と服を着せられてピエロに変貌。)。姿を変えたびっくり箱がその後どうなったかは分かっていない。

## スタッフ
- 製作：ウォルト・ディズニー
- 監督：ジャック・キング
- 脚本：ヘンリー・リーヴズ、レックス・コックス
- 音楽：オリバー・ウォレス
- 美術：アーニー・ノーデリ
- 背景：ハワード・ダン
- 原画：ビル・ジャスティス、ジョシュア・メドー、ドン・トウスレイ、ジャッジ・ウィテカー

## キャスト
| キャラクター       | 原語版               | 旧吹き替え版 | 新吹き替え版 |
| ------------------ | -------------------- | ------------ | ------------ |
| ドナルドダック     | クラレンス・ナッシュ | 関時男       | 山寺宏一     |
| デパートのオーナー | ?                    | 江原正士     | 江原正士     |
| ナレーション       | -                    | 土井美加     | -            |

## 日本での公開
邦題は旧吹き替え版が『ドナルドのモダンタイムス』、新吹き替え版が『ドナルドのモダン・タイムズ』となる。
収録
- 『ドナルド・ダックのドタバタ50年』（VHS、バンダイ、1985年発売、旧吹き替え版）
- 『ドナルド・ダックのドタバタ50年』（LD、1986年発売、旧吹き替え版）
- 『Donald Duck A Star is Born』（LD、1995年発売、新吹き替え版）
- 『ドナルドダック・クロニクル Vol.2 限定保存版』（DVD、ウォルト・ディズニー・スタジオ・ホーム・エンターテイメント、2009年発売、新吹き替え版）

放送
- 『ディズニークラシック短編集』（新吹き替え版） - 不定期